# Llanrhystyd
Llanrhystyd eller Llanrhystud är en ort och  community i Storbritannien.   Den ligger i kommunen Ceredigion och riksdelen Wales, i den södra delen av landet, 290 km väster om huvudstaden London.